# Conus legatus
Conus legatus é uma espécie de gastrópode do gênero Conus, pertencente à família Conidae.